# 538

## Esdeveniments
- Les primeres missions budistes al Japó es prenen com a final convencional del període Kofun i inici del període Asuka, caracteritzat per l'expansió d'aquesta religió.
- 12 de març - Roma, Regne Ostrogot: Vitigès alça el setge de Roma durant la guerra gòtica.

## Naixements
- Bidatsu, emperador del Japó.
- Gregori de Tours, bisbe i historiador.
- Zhiyi, monjo budista.